# Эвра, Патрис
Патри́с Лати́р Эвра́ (фр. Patrice Latyr Evra, французское произношение: [patʁis evʁa]; родился 15 мая 1981, Дакар, Сенегал) — французский футболист, левый защитник. Выступал за сборную Франции.
По итогам сезонов 2006/07, 2008/09 и 2009/10 Эвра входил в символическую сборную 11 лучших игроков английской Премьер-лиги по версии Профессиональной футбольной ассоциации.

## Ранние годы
Патрис Эвра родился в семье дипломата. В трёхлетнем возрасте он с родителями перебрался из Сенегала в Европу. С 1984 по 1998 год жил с родителями в пригороде Парижа Лез-Юлис. У Патриса было в общей сложности 25 братьев и сестёр, хотя двое из них погибли.
Эвра с детских лет начал увлекаться игрой в футбол. В то время его примером для подражания был знаменитый бразильский футболист Ромарио.

## Клубная карьера

### Начало карьеры
Будучи подростком, Эвра играл на позиции нападающего за молодёжный состав «Пари Сен-Жермен». Его заметил скаут небольшой итальянской команды «Марсала», после чего француз заключил контракт с этим клубом. Патрис сыграл в 27 матчах за «Марсалу» и забил 6 голов на позиции нападающего. Местные болельщики называли его «Чёрная газель». В следующем сезоне он перешёл в клуб «Монца», выступающий в итальянской Серии B, за 250 тыс. евро. Патрис дебютировал за новый клуб 29 августа 1999 года, однако в течение сезона сыграл за новый клуб всего 3 матча.

### «Ницца»
Летом 2000 года Эвра вернулся во Францию, перейдя в клуб «Ницца», представлявший Лигу 2. Большую часть сезона 2000/2001 Эвра провёл в резерве «Ниццы», выступая в любительском чемпионате Франции — четвёртом дивизионе французского клубного футбола. По ходу сезона он несколько раз вызывался в главную команду и провёл в её составе 5 матчей.
Сезон 2001/2002 Эвра начал в качестве полноправного игрока «Ниццы». Сначала он играл на позиции нападающего, но из-за травм основного левого защитника и его дублёра главный тренер, Сандро Сальвиони, перевёл Патриса в защиту, на позицию левого защитника. На протяжении оставшегося сезона Сальвиони продолжал использовать его на двух разных позициях, в защите и атаке. Эвра отлично проявил себя в обороне и был включён в символическую сборную Лиги 2 как лучший левый защитник.
В последнем туре чемпионата Эвра забил свой единственный гол за «Ниццу», что помогло «орлятам» победить «Лаваль» со счётом 4:3. Победа принесла «Ницце» 3-е место в турнирной таблице и путёвку в Лигу 1, откуда клуб вылетел в 1997 году.

### «Монако»
В межсезонье 2002 года главный тренер «Монако» Дидье Дешам, впечатлённый игрой Эвра в дерби Лазурного берега, пригласил его в свою команду. Патрис подписал контракт с монегасками и дебютировал за «Монако» 3 августа в матче Лиги 1 против «Труа». 28 сентября он забил первый гол в футболке «Монако», ставший победным — подопечные Дешама переиграли «Ренн» со счётом 2:1. Эвра быстро завоевал место в основе; его партнёрами по обороне были центральные защитники Рафаэль Маркес и Себастьен Скиллачи, а также правый бек Франк Жюрьетти. В конце сезона Эвра сыграл в финале Кубка французской лиги, где Монако победил «Сошо» (4:1). Этот трофей стал для Патриса первым в карьере.
Летом 2003 года ряды монегасков покинули Маркес и Жюрьетти, их места в обороне заняли Гаэль Живе и Уго Ибарра. 17 сентября 2003 года Эвра провёл свой первый матч в Лиге чемпионов, отыграв 90 минут в поединке групповой стадии «Монако» — ПСВ (2:1). В дальнейшем Эвра принял участие во всех шести матчах группы, а затем и в играх плей-офф, где монегаски прошли последовательно московский «Локомотив», «Реал» и «Челси». В финале Лиги чемпионов их соперником стал «Порту», который и выиграл трофей, одержав победу со счётом 3:0.
В первенстве Лиги 1 сезона 2003/2004 Эвра провёл 33 матча и отдал 4 голевые передачи. Его игра была отмечена специалистами: Патрис получил награду лучшему молодому игроку чемпионата Франции и место в символической сборной турнира. Кроме того, Жак Сантини вызвал Эвра в сборную Франции.
Несмотря на слухи о переходе Патриса в один из ведущих клубов Европы («Ювентус» или «Манчестер Юнайтед»), он остался в «Монако» на следующий сезон, а в сентябре 2004 года продлил контракт с монегасками до лета 2008 года. В течение сезона 2004/2005 Эвра сыграл за клуб 52 матча (больше всего за карьеру) и забил один гол. «Монако», как и в прошлом сезоне, занял третье место в Лиге 1, а в Лиге чемпионов вылетел уже в первом раунде плей-офф, уступив ПСВ со счётом 0:3 (по сумме двух игр).
В 2005 году Эвра был назначен капитаном «Монако». Клуб вылетел из Лиги чемпионов после группового раунда, а в чемпионате большую часть сезона находился в нижней части турнирной таблицы.

### «Манчестер Юнайтед»

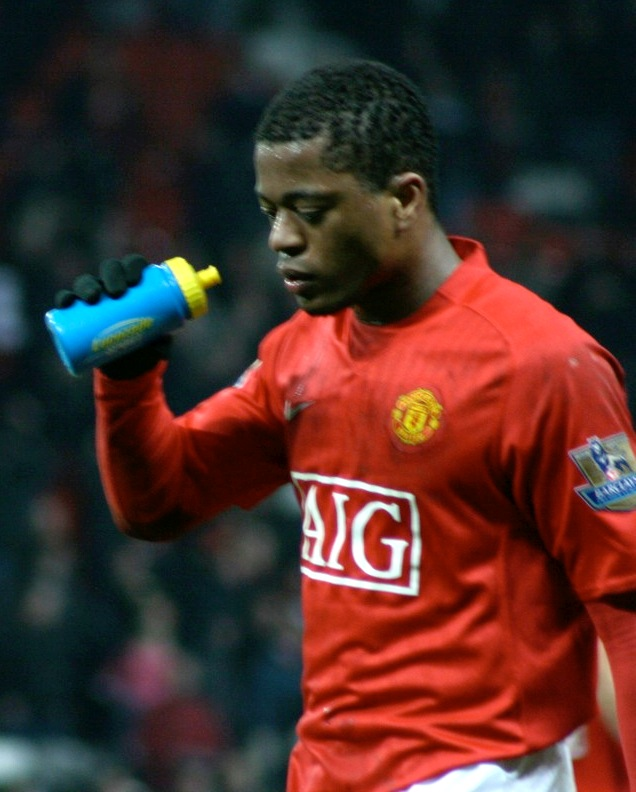
Эвра уходит с поля после матча с «Арсеналом» (16 февраля 2008)

#### 2006—2008
В первый день зимнего трансферного окна 2006 года агент Эвра заявил, что игроком интересуются два клуба: «Манчестер Юнайтед» и миланский «Интер». 6 января наставник «красных дьяволов» сэр Алекс Фергюсон подтвердил, что Эвра в ближайшее время подпишет контракт с «Манчестером», а 10 января о сделке было объявлено официально. Сумма трансфера составила 5,5 млн фунтов, Эвра заключил соглашение с новым клубом на три с половиной года. По словам Фергюсона, француз должен был укрепить защитную линию, ослабленную из-за травмы Габриэля Хайнце. Во время первой встречи с командой после подписания контракта, Эвра спросил Гари Невилла, где находится ближайшая церковь.
Дебют Патриса за «Манчестер Юнайтед» состоялся 14 января 2006 года в матче против «Манчестер Сити» (матч завершился поражением «Юнайтед» со счётом 1:3). 22 января Эвра впервые сыграл на «Олд Траффорд», будучи футболистом «Юнайтед», и помог своему клубу одержать победу над «Ливерпулем» — 1:0. После матча игру Эвра отметил центральный защитник «красных дьяволов» Рио Фердинанд, забивший победный гол в ворота гостей.
В сезоне 2005/2006 Эвра сыграл в двух матчах Кубка Футбольной лиги; 26 февраля он вышел на замену в финальном матче Кубка, где «Манчестер Юнайтед» разгромил «Уиган» со счётом 4:0. Этот трофей стал первым для Эвра за время его выступлений в Англии.
В начале сезона 2006/2007 Эвра играл не так много, деля позицию левого защитника с другим французом — Микаэлем Сильвестром, но уже к январю 2007 года Патрис набрал хорошую форму и завоевал себе место в основе. 29 ноября 2006 года Эвра забил первый гол за «Манчестер» в Премьер-лиге в ворота «Эвертона»; в той же игре он отдал голевую передачу на Джона О’Ши.
10 апреля 2007 года Патрис принял участие в разгроме итальянской «Ромы» на «Олд Траффорд»: манкунианцы забили римлянам семь голов, а Эвра стал автором последнего гола. «Манчестер Юнайтед» вышел в полуфинал Лиги чемпионов, но там уступил «Милану» — будущему победителю турнира. В том же сезоне «красные дьяволы» выиграли золотые медали Премьер-лиги. По итогам чемпионата Эвра был назван в числе игроков «команды года» ПФА, хотя сыграл во внутреннем первенстве всего 24 матча.
Сезон 2007/2008 Эвра начал в роли основного левого защитника «красных дьяволов», так как Габриэль Хайнце перешёл в «Реал Мадрид», а Сильвестр выбыл на несколько месяцев из-за травмы. Первый матч француза пришёлся на Суперкубок Англии, в котором «Манчестер Юнайтед» одержал победу над «Челси» в серии пенальти (3:0). Всего за сезон Эвра сыграл 48 матчей, не забив ни одного гола. В Премьер-лиге манкунианцы подтвердили чемпионский титул — победа в последнем туре позволила им оставить «Челси» в двух очках позади.
Патрис сыграл в десяти матчах клуба в розыгрыше Лиги чемпионов 2007/08, включая финальный матч в Москве, где «Юнайтед» победил «Челси» вновь в серии пенальти. Таким образом, манкунианцы сделали «дубль», став лучшей командой Англии и Европы.
По окончании сезона Патрис Эвра продлил контракт с «Манчестер Юнайтед» на четыре года.

#### 2008—2011

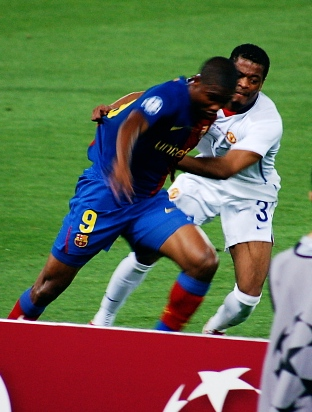
Эвра (справа) опекает Самюэля Это’О в финале Лиги чемпионов 27 мая 2009 года

Эвра начал сезон 2008/2009 участием в Суперкубке Англии, закончившемся победой «Манчестер Юнайтед» над «Портсмутом». Зимой Патрис пропустил несколько матчей Премьер-лиги сначала из-за дисквалификации, наложенной на него за драку с работником стадиона «Стэмфорд Бридж» (4 матча + штраф 15 000 фунтов), а затем из-за травмы стопы, которую он получил в поединке с «Челси» 11 января 2009 года. Тем не менее, он сыграл на клубном чемпионате мира в декабре 2008 года; «Юнайтед» завоевал трофей и официально оформил звание лучшего клуба на планете.
Эвра вернулся на поле 18 февраля, выйдя в стартовом составе на матч Премьер-лиги против «Фулхэма». В дальнейшем он принял участие во всех оставшихся играх чемпионата Англии («Манчестер Юнайтед» выиграл золотые медали в третий раз подряд), в финале Кубка Футбольной лиги (победа «красных дьяволов» над «Тоттенхэмом») и матчах плей-офф Лиги чемпионов. После ответного полуфинального матча «Арсенал» — «Манчестер Юнайтед» (3:1 в пользу манкунианцев и 4:1 по итогам двух встреч) Эвра заявил, что «против 11 мужчин играли 11 малышей; мы ни разу не усомнились в себе» (англ. It was 11 men against 11 babies. We never doubted ourselves.). Однако в финале Лиги чемпионов «красные дьяволы» проиграли «Барселоне» со счётом 0:2 и упустили шанс стать первой командой, выигравшей Лигу 2 раза подряд.
По итогам сезона, помимо командных наград, Эвра во второй раз был включён в символическую сборную по версии ПФА.
Сезон 2009/2010 начался для Патриса неудачно: в игре на Суперкубок Англии он не смог реализовать послематчевый пенальти, и в итоге «Челси» победил «Манчестер Юнайтед» со счётом 4:1. Эвра нанёс слабый удар, не представлявший опасности для вратаря; по мнению журналиста BBC Каролины Чиз, «он просто отдал пас Петру Чеху» (англ. He just passed it to Petr Cech.).
В розыгрыше английской Премьер-лиги 2009/2010 Патрис оказался единственным игроком в составе «красных дьяволов», кто сыграл во всех 38 матчах. Из-за отсутствия Гари Невилла, Райана Гиггза и Рио Фердинанда, Эвра несколько раз выходил на поле с капитанской повязкой. 28 февраля 2010 года он был капитаном «Юнайтед» в финале Кубка Футбольной лиги. «Красные дьяволы» переиграли «Астон Виллу» — 2:1, а Эвра выиграл свой третий кубок в Англии, присоединив его к трём титулам чемпиона страны.
В чемпионате Англии «Манчестер Юнайтед» потерял лидерство за несколько туров до конца, пропустив вперёд «Челси», и занял только второе место. В Лиге чемпионов манкунианцы уступили «Баварии» в 1/4 финала.
Осенью 2010 года, уже в начале нового сезона, пошли разговоры о том, что Эвра перейдёт в мадридский «Реал». Но эта сделка осталась лишь на уровне слухов, а 21 февраля 2011 года Патрис подписал новый контракт с «Манчестер Юнайтед» до конца сезона 2013/2014.
«Манчестер Юнайтед» выиграл Премьер-лигу 2010/2011, вернув себе титул чемпиона; Эвра принял участие в 35 матчах и забил один гол, поразив ворота «Уигана». Кроме того, Патрис в четвёртый раз за карьеру и в третий раз с «Манчестером» дошёл до финала Лиги чемпионов, и удача вновь отвернулась от манкунианцев: команда Алекса Фергюсона потерпела поражение от «Барселоны» (1:3).

#### 2011—2014

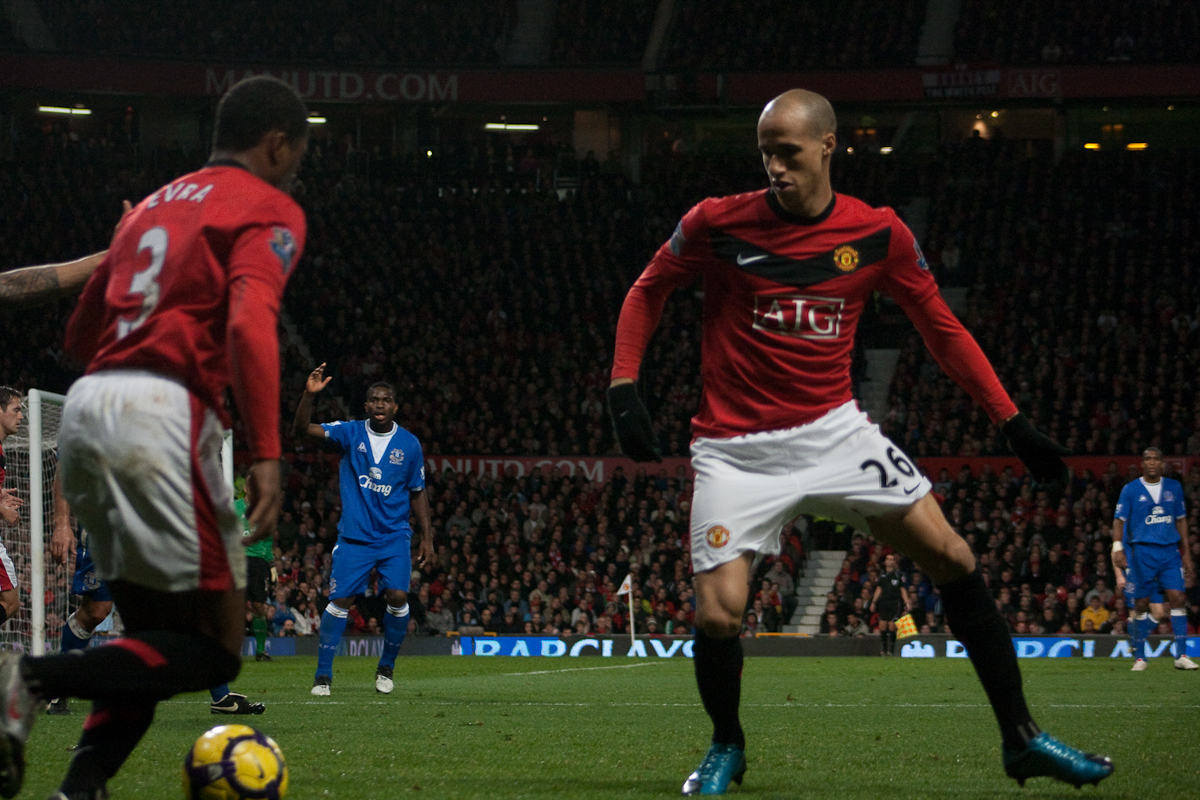
Патрис Эвра и Габриэль Обертан разыгрывают мяч у штрафной «Эвертона» (21 ноября 2009)

На старте нового сезона Эвра принял участие в Суперкубке Англии, где встретились две команды из Манчестера. «Юнайтед» обыграл «Сити», уступая после первого тайма со счётом 0:2.
15 октября 2011 года Патрис в качестве капитана команды вывел манкунианцев на гостевой матч Премьер-лиги против «Ливерпуля», закончившийся вничью (1:1). После матча в интервью французскому Canal+ Эвра сказал, что в одном из игровых эпизодов нападающий хозяев Луис Суарес позволил себе расистские оскорбления в его адрес. По итогам расследования инцидента, проведённого Федерацией футбола Англии, Суарес получил наказание в виде восьмиматчевой дисквалификации (с 26 декабря 2011 года) и штрафа в 40 000 фунтов.
11 февраля 2012 года, перед матчем «Манчестер Юнайтед» и «Ливерпуля» на «Олд Траффорд», Суарес отказался пожимать руку Эвра во время традиционной церемонии рукопожатия команд, хотя до игры он обещал тренеру мерсисайдцев Кенни Далглишу сделать это. «Красные дьяволы» выиграли матч благодаря дублю Уэйна Руни; после финального свистка Эвра праздновал победу рядом с Суаресом, который уходил с поля. Это спровоцировало конфликт игроков обеих команд. На следующий день Суарес и Далглиш извинились за поведение уругвайца.

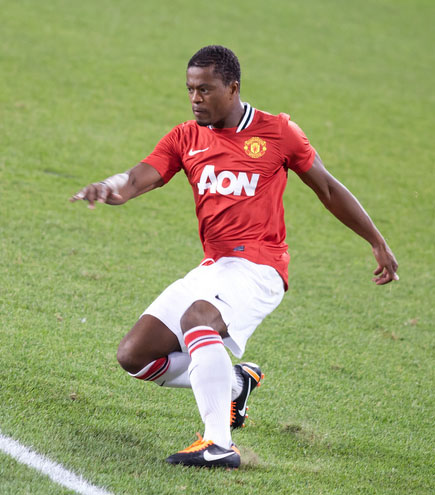
Эвра в матче против команды звёзд MLS (27 июля 2011)

«Манчестер Юнайтед» до последнего тура боролся за чемпионство в Премьер-лиге с «Манчестер Сити», но не смог защитить титул: при равенстве очков «горожане» получили преимущество благодаря разнице мячей. В еврокубках «Юнайтед» выступил также без успеха, не преодолев групповой барьер Лиги чемпионов и вылетев из Лиги Европы на одной из ранних стадий плей-офф. Таким образом, впервые за время пребывания Эвра в клубе «красные дьяволы» завершили сезон без трофея.
В течение сезона 2012/2013 Эвра забил 4 гола в Премьер-лиге, большинство из них — головой, подключившись к атаке при розыгрыше углового удара, чего раньше Патрис не делал. Среди его голов оказался победный мяч в ворота «Арсенала» на «Олд Траффорд». Эвра сыграл в Премьер-лиге 34 матча и помог «красным дьяволам» завоевать юбилейный, двадцатый чемпионский титул. В Лиге чемпионов манкунианцы остановились на 1/8 финала, проиграв «Реалу» по сумме двух встреч.
Как и в прошлом сезоне, Эвра часто выходил на поле в качестве капитана «Юнайтед», в тех случаях, когда его партнёр Неманья Видич из-за травмы или по другим причинам не мог принять участия в игре.
11 августа 2013 года Эвра сыграл в Суперкубке Англии («Манчестер Юнайтед» — «Уиган»), отдав результативную передачу на Робина ван Перси, забившего победный гол. Это стало последним успехом манкунианцев в новом сезоне: «Юнайтед», откуда ушёл главный тренер команды сэр Алекс Фергюсон, занял 7-е место в Премьер-лиге и впервые за много лет не сумел квалифицироваться в еврокубки.

### «Ювентус»

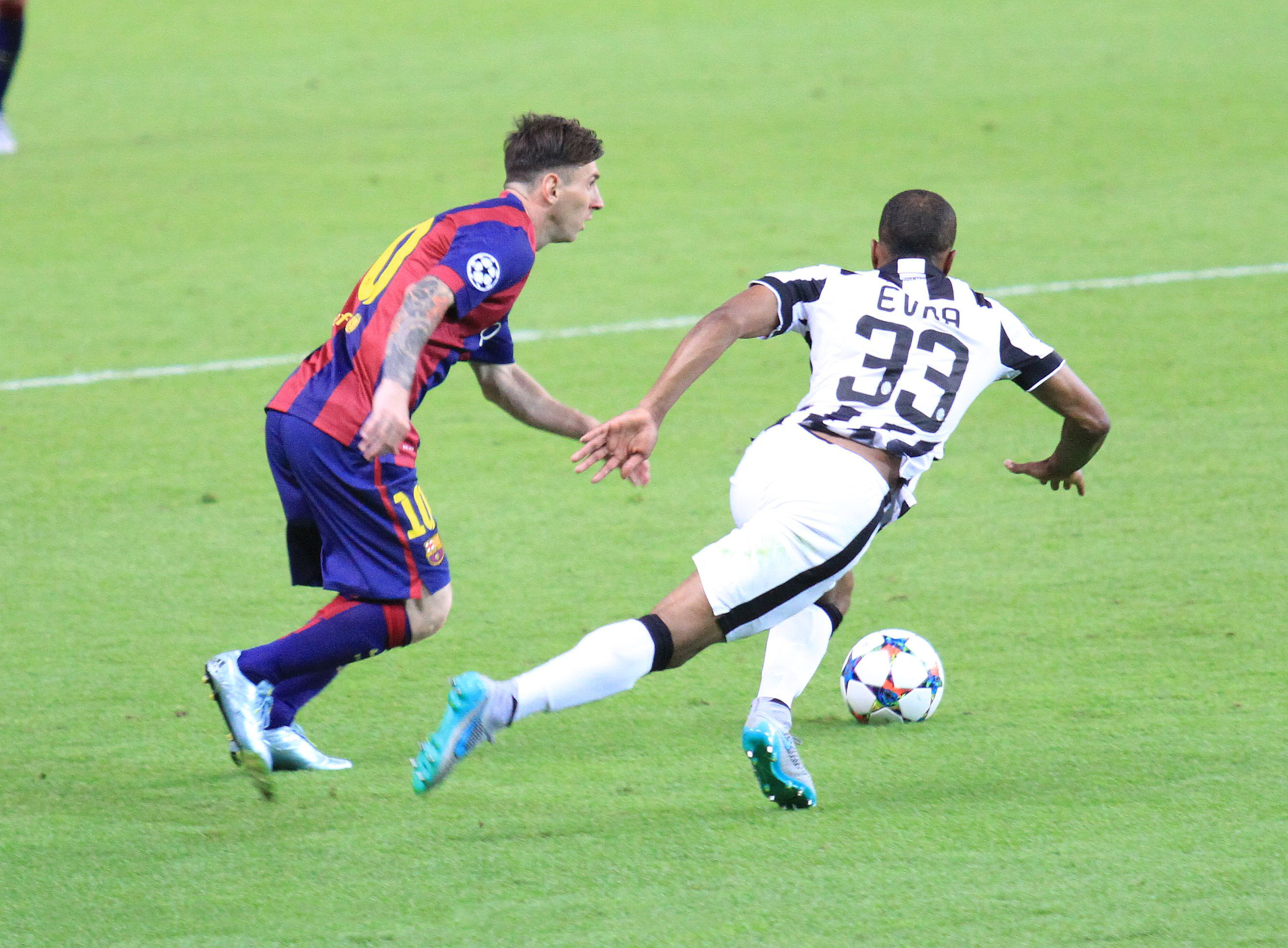
Эвра против Лионеля Месси (6 июня 2015)

23 мая 2014 года Патрис продлил контракт с «Манчестер Юнайтед» ещё на один сезон. Однако через два месяца Эвра перешёл в туринский «Ювентус», предложивший ему двухлетнее соглашение, за 1,2 млн фунтов. Дебютный матч француза за новый клуб состоялся 13 сентября, во 2-м туре Серии A. Первый гол в составе туринцев Эвра забил 14 декабря в ворота «Сампдории» (1:1).
Вместе с «Ювентусом» Эвра выиграл чемпионат Италии (4-й титул для клуба подряд) и Кубок страны, а 6 июня 2015 года вышел в стартовом составе на финал Лиги чемпионов против «Барселоны». Каталонцы победили со счётом 3:1 и оставили «Ювентус» без требла. После этого матча Эвра стал первым футболистом, кто проиграл четыре финала Лиги чемпионов (2004, 2009, 2011, 2015).
В следующем сезоне Патрис сыграл 100-й матч в Лиге чемпионов (на групповой стадии против «Манчестер Сити»). Раньше из французских игроков это удавалось сделать только Тьерри Анри. «Ювентус» вышел в 1/8 финала, где уступил «Баварии» после ничьей дома и поражения в овертайме в гостях, причём именно после ошибки Эвра мюнхенцы сравняли счёт и смогли переломить ход матча.
6 июня француз продлил контракт с «Ювентусом» до лета 2017 года. Однако в новом сезоне защитник перестал попадать в стартовый состав команды, уступив место Алексу Сандро, в первый части сезона Эвра лишь шесть раз выходил на поле в составе «Ювентуса».

### «Олимпик» Марсель
25 января 2017 года подписал контракт с «Марселем» на полтора года. 4 ноября 2017 года Эвра был отстранён от матчей под эгидой УЕФА до 30 июня 2018 года. Причиной отстранения стал удар, который Эвра нанёс болельщику в голову на разминке перед матчем Лиги Европы против португальского клуба «Витория». 10 ноября 2017 года «Марсель» и Эвра расторгли контракт по взаимному согласию сторон.

### «Вест Хэм»
7 января 2018 года Эвра подписал соглашение с «Вест Хэм Юнайтед». По окончании сезона английский клуб решил расстаться с Патрисом.

## Карьера в сборной
Эвра дебютировал за молодёжную сборную Франции в 2002 году, когда тренером команды был Раймон Доменек. Его первый матч состоялся 11 октября 2002 года: французы обыграли словенцев со счётом 1:0.
В 2002—2003 годах Эвра регулярно вызывался на отборочные матчи молодёжного чемпионата Европы 2004 года и (одновременно) футбольного турнира Олимпийских игр в Афинах. Сборная Франция осталась за бортом обоих соревнований, уступив в играх плей-офф португальцам. В серии послематчевых пенальти, которая и решила исход противостояния, Эвра не смог реализовать свой удар, после чего будущий одноклубник Патриса по «Манчестер Юнайтед» Криштиану Роналду забил гол и вывел сборную Португалии на чемпионат Европы.

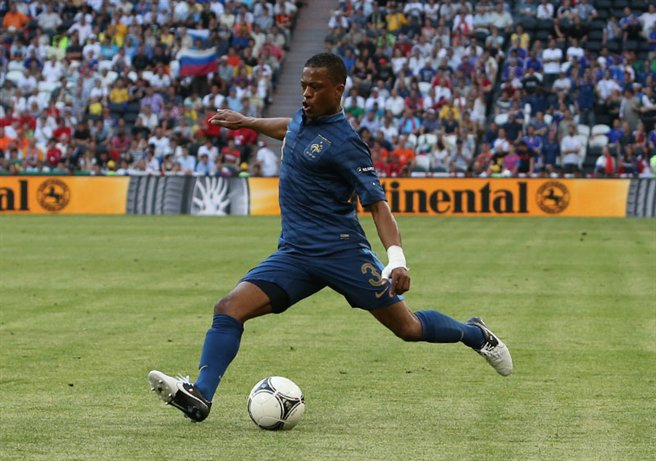
Патрис Эвра на Евро-2012

Эвра был включён в предварительный состав (31 игрок) взрослой сборной Франции для участия в чемпионате Европы 2004 года, однако в окончательный список из 23 футболистов он не попал. Дебют Эвра за сборную состоялся уже после Евро, 18 августа 2004 года, в товарищеском матче против команды Боснии и Герцеговины. Франция сыграла вничью (1:1), а Патрис провёл на поле первые 75 минут матча.
Из-за травмы Эрика Абидаля Эвра сыграл в двух первых матчах сборной Франции в отборочном цикле чемпионата мира-2006 (против Израиля и Фарерских островов, в сентябре 2004 года). В марте 2005 года, уже будучи вызванным на очередной матч сборной, Эвра сам получил травму и вынужден был пропустить его. Впоследствии из-за высокой конкуренции на место левого защитника (соперниками Патриса были Эрик Абидаль, Сильвестр и Вильям Галлас) Эвра не выступал за сборную полтора года, пропустив чемпионат мира в Германии, где французы дошли до финала.
На Евро-2008 Эвра остался на скамейке в первом групповом матче против Румынии, а на позиции левого защитника сыграл Абидаль. Он вышел в стартовом составе команды на следующую игру против Нидерландов, которая завершилась поражением Франции со счётом 1:4. В последнем групповом матче Франция проиграла Италии со счётом 0:2 и вылетела из турнира. Перед началом матча камеры поймали эпизод стычки между Эвра и Патриком Виейра в туннеле для игроков.

## Достижения

### Командные
«Монако»
- Обладатель Кубка французской лиги: 2002/03

«Манчестер Юнайтед»
- Чемпион английской Премьер-лиги (5): 2006/07, 2007/08, 2008/09, 2010/11, 2012/13
- Обладатель Кубка Футбольной лиги (3): 2005/06, 2008/09, 2009/10
- Обладатель Суперкубка Англии (4): 2007, 2008, 2011, 2013
- Победитель Лиги чемпионов УЕФА: 2007/08
- Победитель Клубного чемпионата мира: 2008

Итого: 14 трофеев
«Ювентус»
- Чемпион итальянской Серии A (2): 2014/15, 2015/16
- Обладатель Кубка Италии (2): 2014/15, 2015/16
- Обладатель Суперкубка Италии: 2015
- Финалист Лиги чемпионов УЕФА: 2014/15

Итого: 5 трофеев

### Личные
- Молодой игрок года во Франции: 2003/04
- Включён в команду года по версии ПФА (3): 2006/07, 2008/09, 2009/10
- Команда года по версии УЕФА: 2009
- Включён в команду года по версии FIFPro: 2009

## Статистика выступлений
| Клуб                | Сезон            | Лига | Лига | Кубки | Кубки | Еврокубки | Еврокубки | Прочие | Прочие | Итого | Итого |
| Клуб                | Сезон            | Игры | Голы | Игры  | Голы  | Игры      | Голы      | Игры   | Голы   | Игры  | Голы  |
| ------------------- | ---------------- | ---- | ---- | ----- | ----- | --------- | --------- | ------ | ------ | ----- | ----- |
| Марсала             | 1998/99          | 24   | 3    | 3     | 3     | -         | -         | 2      | 0      | 29    | 6     |
| Марсала             | Итого            | 24   | 3    | 3     | 3     | 0         | 0         | 2      | 0      | 29    | 6     |
| Монца               | 1999/00          | 3    | 0    | 4     | 0     | -         | -         | 0      | 0      | 7     | 0     |
| Монца               | Итого            | 3    | 0    | 4     | 0     | 0         | 0         | 0      | 0      | 7     | 0     |
| Ницца               | 2000/01          | 5    | 0    | 0     | 0     | -         | -         | 0      | 0      | 5     | 0     |
| Ницца               | 2001/02          | 35   | 1    | 2     | 0     | -         | -         | 0      | 0      | 37    | 1     |
| Ницца               | Итого            | 40   | 1    | 2     | 0     | 0         | 0         | 0      | 0      | 42    | 1     |
| Ницца B (фарм-клуб) | 2000/01          | 18   | 1    | 0     | 0     | -         | -         | 0      | 0      | 18    | 1     |
| Ницца B (фарм-клуб) | Итого            | 18   | 1    | 0     | 0     | 0         | 0         | 0      | 0      | 18    | 1     |
| Монако              | 2002/03          | 36   | 1    | 5     | 0     | 0         | 0         | 0      | 0      | 41    | 1     |
| Монако              | 2003/04          | 33   | 0    | 1     | 0     | 13        | 0         | 0      | 0      | 47    | 0     |
| Монако              | 2004/05          | 36   | 0    | 7     | 1     | 9         | 0         | 0      | 0      | 52    | 1     |
| Монако              | 2005/06          | 15   | 0    | 1     | 0     | 7         | 0         | 0      | 0      | 23    | 0     |
| Монако              | Итого            | 120  | 1    | 14    | 1     | 29        | 0         | 0      | 0      | 163   | 2     |
| Манчестер Юнайтед   | 2005/06          | 11   | 0    | 3     | 0     | 0         | 0         | 0      | 0      | 14    | 0     |
| Манчестер Юнайтед   | 2006/07          | 24   | 1    | 5     | 0     | 7         | 1         | 0      | 0      | 36    | 2     |
| Манчестер Юнайтед   | 2007/08          | 33   | 0    | 4     | 0     | 10        | 0         | 1      | 0      | 48    | 0     |
| Манчестер Юнайтед   | 2008/09          | 28   | 0    | 5     | 0     | 11        | 0         | 4      | 0      | 48    | 0     |
| Манчестер Юнайтед   | 2009/10          | 38   | 0    | 3     | 0     | 9         | 0         | 1      | 0      | 51    | 0     |
| Манчестер Юнайтед   | 2010/11          | 35   | 1    | 3     | 0     | 10        | 0         | 0      | 0      | 48    | 1     |
| Манчестер Юнайтед   | 2011/12          | 37   | 0    | 2     | 0     | 7         | 0         | 1      | 0      | 47    | 0     |
| Манчестер Юнайтед   | 2012/13          | 34   | 4    | 3     | 0     | 5         | 0         | 0      | 0      | 42    | 4     |
| Манчестер Юнайтед   | 2013/14          | 33   | 1    | 3     | 1     | 8         | 1         | 1      | 0      | 45    | 3     |
| Манчестер Юнайтед   | Итого            | 273  | 7    | 31    | 1     | 67        | 2         | 8      | 0      | 379   | 10    |
| Ювентус             | 2014/15          | 21   | 1    | 2     | 0     | 10        | 0         | 1      | 0      | 34    | 1     |
| Ювентус             | 2015/16          | 26   | 2    | 2     | 0     | 6         | 0         | 1      | 0      | 35    | 2     |
| Ювентус             | 2016/17          | 6    | 0    | 0     | 0     | 6         | 0         | 1      | 0      | 13    | 0     |
| Ювентус             | Итого            | 53   | 3    | 4     | 0     | 22        | 0         | 3      | 0      | 82    | 3     |
| Всего за карьеру    | Всего за карьеру | 531  | 16   | 58    | 5     | 118       | 2         | 13     | 0      | 720   | 23    |

(откорректировано по состоянию на 23 декабря 2016 года)

## Личная жизнь
С будущей женой Сандрой Эвра познакомился в 1994 году, ещё учась в школе. Они начали встречаться и, когда Патрис подписал контракт с «Марсалой», вместе переехали в Италию.
У Патриса и Сандры Эвра есть двое детей: сын Ленни (родился в 2005 году) и дочь Маона.
Эвра говорит на нескольких языках: кроме своего родного французского, он владеет английским, итальянским, испанским и португальским. После перехода в «Манчестер Юнайтед» Пак Чи Сона Эвра попытался выучить корейский, но этот язык оказался для Патриса слишком сложным.